# ひらめ (シンガーソングライター)
ひらめは、日本の女性シンガーソングライター。

## 来歴
TikTokを中心に活動する歌い手。本名、年齢などは一切非公開であり、その理由について「歌詞やメロディに注目して欲しいから」と語っている。当初は顔も非公開だったが、2021年2月19日に出演した『ミュージックステーション』で素顔を公開した。また、その際にアーティスト活動外でパティシエとして働いていることも明かしている。活動名は本名から取ったあだ名で、アーティストとして活動する前から友達に「ひらめ」と呼ばれたことに由来する。
井上苑子や大原櫻子に憧れ、2014年に作曲を開始した。2016年、ギターの練習を開始する。
その後、2020年の新型コロナウイルスの流行による自粛期間に興味本位でTikTokで投稿を開始し、同年6月に投稿した「ポケットからきゅんです!」の弾き語り動画が注目され、1か月で数億再生、9月までの3か月で約30万人による関連動画が投稿された。Billboard JAPANのTikTok週間楽曲ランキングで「ポケットからきゅんです!」が11週連続トップ5入りし、この流行は「きゅん現象」などと称された。
2020年8月27日には配信ライブ「TikTok Sessions vol.1～＃夏の歌うまスペシャル～」に参加し、初のライブ参加を果たす。ライブではトリを務め、代表曲「ポケットからきゅんです!」や「ショートヘア」などのオリジナル楽曲を披露した。同年12月31日には大型音楽番組『ももいろ歌合戦』への出場も果たし、特別コーナー「今年の顔2020」のトリを務めた。
2021年2月28日深夜放送開始のテレビドラマ『おしゃれの答えがわからない』の主題歌として「color」を書き下ろす。

## 出演
テレビ
- 新・情報7days ニュースキャスター（TBS、2020年10月10日）[15]
- 情報プレゼンター とくダネ!（フジテレビ、2020年10月20日）[16]
- ももいろ歌合戦（BS日テレ・ニッポン放送・AbemaTV、2020年12月31日）
- ミュージックステーション（テレビ朝日、2021年2月19日）
  - ミュージックステーションウルトラSUPER LIVE（テレビ朝日 2021年12月24日）
- 本家で聴かせてもらいます（テレビ東京、12月9日）
- ハマスカ放送部（テレビ朝日、2023年9月11日）

ラジオ
- CultureZ - 番組内のコーナー8DAYSに出演（文化放送、2021年8月2日-8月12日）
- 週刊ヤングフライデー（MBSラジオ、2022年1月7日-3月25日）

## ディスコグラフィ
|   | 配信日         | タイトル                                | 備考     |
| - | -------------- | --------------------------------------- | -------- |
| - | 2020年8月14日  | ポケットからきゅんです!                 | 配信限定 |
| - | 2020年11月6日  | 既読無視                                | 配信限定 |
| - | 2020年12月11日 | 午前0時                                 | 配信限定 |
| - | 2021年1月29日  | 君にチューしたい                        | 配信限定 |
| - | 2021年2月14日  | 恋のスタートボタン                      | 配信限定 |
| - | 2021年2月20日  | ポケットからきゅんです！（アレンジVer） | 配信限定 |
| - | 2021年3月7日   | color                                   | 配信限定 |
| - | 2021年8月11日  | ミライ                                  | 配信限定 |
| - | 2021年8月11日  | 今、君に恋してるみたい                  | 配信限定 |
| - | 2021年9月10日  | あたまぽんぽんしてあげる                | 配信限定 |
| - | 2021年12月24日 | 恋letter                                | 配信限定 |
| - | 2022年2月4日   | love                                    | 配信限定 |

### タイアップ
| 楽曲   | タイアップ                                                   | 時期   |
| ------ | ------------------------------------------------------------ | ------ |
| color  | 日本テレビ日曜深夜ドラマ『おしゃれの答えがわからない』主題歌 | 2021年 |
| ミライ | 代々木アニメーション学院 CMソング                            | 2021年 |

### 楽曲提供
- Hey! Say! JUMP 「#502」作詞・作曲[17]